# Guy Boniface
Guy Boniface (Montfort-en-Chalosse, 6 de marzo de 1937 — 1 de enero de 1968) fue un jugador francés de rugby que se desempeñó como centro.
Jugó para Les Blues junto a su hermano André Boniface. Es considerado uno de los mejores jugadores de la historia. Desde 2010 es miembro del Salón de la Fama de la World Rugby.

## Biografía
Hermano menor de André Boniface. La madrugada del 1 de enero cuando regresaba a su hogar luego de una fiesta de año nuevo su auto se depistó de la ruta falleciendo a la edad de 30 años.

## Carrera
Guy debutó en la primera de su club; el Stade Montois, en 1957 y desarrolló toda su carrera en él. Jugó con su hermano André hasta su fallecimiento y obtuvieron el único campeonato del club en 1963. En honor a su hijo predilecto el club nombró a su campo de juego Stade Guy Boniface.

### Selección nacional
Debutó en la selección de su país el 26 de marzo de 1960 en Arms Park ante los Dragones rojos. Jugó 18 partidos con su hermano André, incluyendo un encuentro ante los All Blacks; partido el que curiosamente también jugaron una pareja de hermanos del lado neozelandés.
En 1966 por la derrota del equipo nacional en el Cinco Naciones el estilo de juego técnico (jugar rápido por afuera evitando el contacto y buscando abrir espacios) fue criticado y se decidió reemplazarlo por el estilo de juego físico (jugar al contacto avanzando a través de mauls y pick and go), para hacer efectivo el cambio los principales actores del juego técnico nunca jamás volvieron a ser convocados y fue el final de carrera internacional para Jean Gachassin y los hermanos Boniface.

## Palmarés
- Campeón del Torneo de las Seis Naciones de 1960 y 1961.
- Campeón del Top 14 de 1962/63.
- Campeón de la Copa de Francia de 1960, 1961 y 1962.